# 安吉街道
安吉街道，是中华人民共和国广西壮族自治区南宁市西乡塘区下辖的一个乡镇级行政单位。

## 行政区划
安吉街道下辖以下地区：
安吉路社区、新世纪社区、秀安路社区、北湖安居社区、北湖北路社区、吉秀社区、桃花源社区、苏卢村、大塘村、屯里村和屯渌村。